# 34660 Mickeyvillarreal
34660 Mickeyvillarreal è un asteroide della fascia principale. Scoperto nel 2000, presenta un'orbita caratterizzata da un semiasse maggiore pari a 3,122371 UA e da un'eccentricità di 0,069316, inclinata di 16,841185° rispetto all'eclittica. Ha un diametro di 6,118 km.